# Czarzyna
Czarzyna (Kromer) – polski herb szlachecki z nobilitacji.

## Opis herbu
Na tarczy dwudzielnej w pas w polu górnym, srebrnym, pół orła czarnego.
W polu dolnym, czerwonym trzy lilie srebrne, dwie nad jedną.
Labry: z czerwone, podbite srebrem.
Józef Szymański dodaje jeszcze klejnot: Orzeł jak w godle z jedną lilią na każdym ze skrzydeł.

## Najwcześniejsze wzmianki
Nadany Bartłomiejowi Kromerowi, rajcy krakowskiemu, przez Zygmunta Starego.

## Herbowni
Kromer.